# Gardenia crameri
Gardenia crameri är en måreväxtart som beskrevs av Deva D. Tirvengadum. Gardenia crameri ingår i släktet Gardenia och familjen måreväxter. Inga underarter finns listade i Catalogue of Life.